# Вест-Кейп-Хау
Вест-Кейп-Хау — прибережний мис поблизу Олбані, Західна Австралія, який утворює крайню західну частину Великої Австралійської затоки.

## Історія
Капітан Джордж Ванкувер 28 вересня 1791 року спочатку назвав Вест-Кейп-Хау мисом Хоу на честь адмірала Хоу. Метью Фліндерс 8 грудня 1801 року перейменував цей мис Хоу на Західний мис Хоу, щоб відрізнити його від мису Хоу у східній Австралії.